# 14e brigade Spetsnaz de la Garde
Pour les articles homonymes, voir 14e brigade.
La 14e brigade spetsnaz de la Garde (russe : 14-я отдельная гвардейская бригада специального назначения) est une brigade des forces spéciales de la Direction principale du renseignement (GRU) et donc des forces armées de la fédération de Russie, basée depuis 2010 à Khabarovsk.

## Historique

### Période soviétique
La 14e brigade spetsnaz est créée le 1er janvier 1963 Oussouriïsk, sur la base du 77e bataillon de reconnaissance indépendant,. En 1984, la brigade connaît son premier engagement réel lors de guerre d'Afghanistan en détachant 200 hommes à destination du 334e détachement indépendant des forces spéciales (ru). 12 officiers et 36 hommes du rangs sont tués au combat au cours du conflit.
Au cours des années 1980, les composantes de la 14e brigade spetsnaz sont dispersées dans de vastes régions de l'extrême-orient russe : les 294e et 546e détachements de forces spéciales sont situés dans la ville de Belogorsk, dans la région de l'Amour, le 308e détachement est stationné à Oussouriïsk, dans le Kraï du Primorié, et le 742e détachement indépendant de forces spéciales est basé dans le village de Matveïevka, dans le Kraï de Khabarovsk.

### Période russe

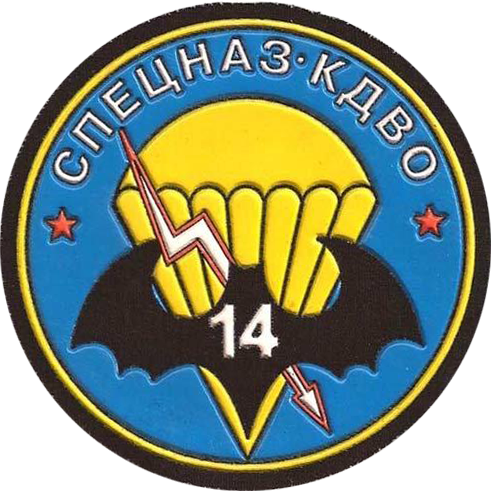
Emblème de la 14e brigade spetsnaz.

Après la chute de l'URSS, la 14e brigade spetsnaz passe sous drapeau russe. Certains de ses éléments participent du 2 au 18 septembre 1994 à un entraînement conjoint avec des membres du 1er bataillon de parachutistes du 501e régiment d'infanterie américain, sur la base de Fort Richardson, en Alaska.
La 14e brigade spetsnaz engage 175 hommes dans la première guerre de Tchétchénie au début de l'année 1995. Entre février et avril, les spetsnaz sont déployés successivement dans les localités de Mozdok, en république d'Ossétie-du-Nord-Alanie, et Tchervlionnaïa-Ouzlovaïa, en Tchétchénie,. Après le déclenchement de la seconde guerre de Tchétchénie, la 14e brigade spetsnaz détache à nouveau une partie de ses troupes vers cette région. Un détachement de 250 hommes est formé le 6 novembre 1999, arrive à Beslan et est ensuite redéployé à Tarskoye (en) le 9 décembre. Les hommes de la 14e brigade spetsnaz participent à la bataille de Komsomolskoïe en mars 2000. En tout, 23 membres de la brigade sont tués dans les deux guerres de Tchétchénie.
En 2010, le quartier général de la brigade est déplacé de Oussouriïsk à Khabarovsk et la brigade est intégrée au District militaire est, créé au même moment.

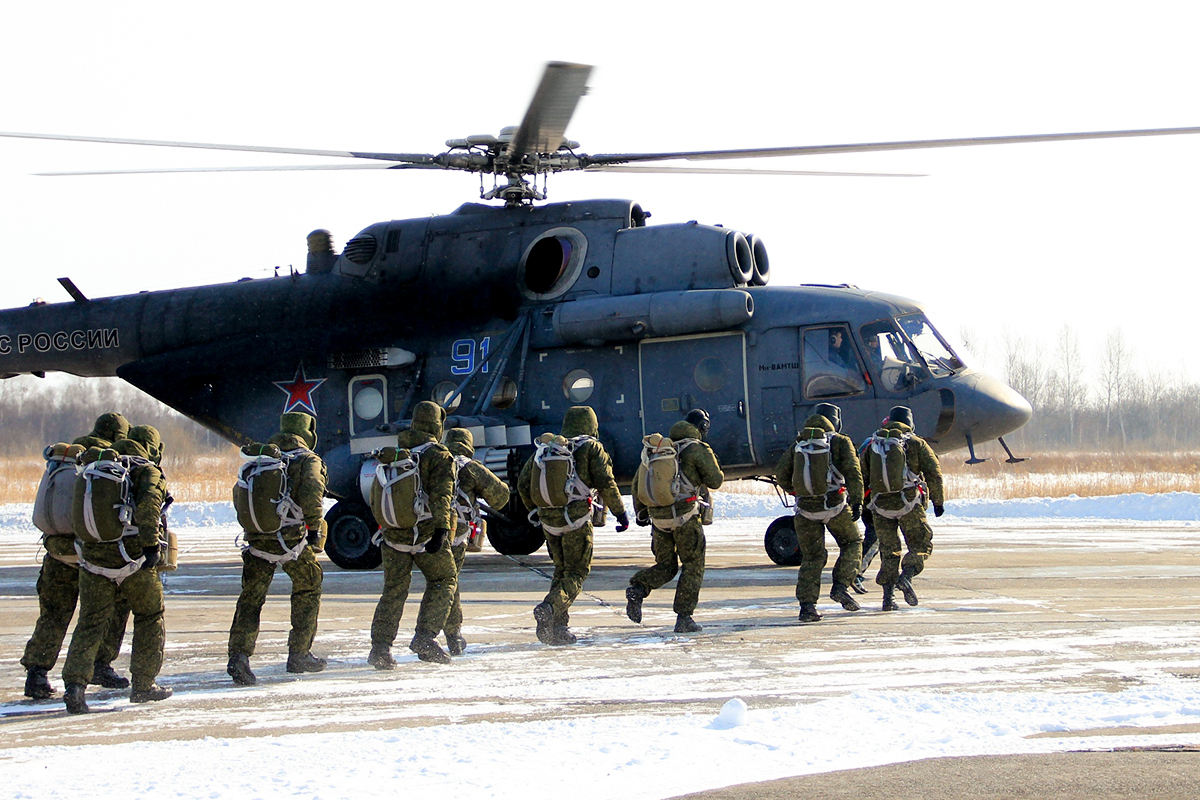
Membres de la 14e brigade spetsnaz au cours d'un entraînement en 2017.

En août 2012, 350 hommes de la 14e brigade spetsnaz sont de nouveau déployés en Tchétchénie, près de Khankala. Officiellement, ils participent à l'exercice Caucase-2012 (du 6 septembre au 25 octobre 2012). L'unité mène cependant au moins quatre opérations spéciales contre des militants en Ingouchie, qui se soldent par 2 tués et 2 blessés lors d'une embuscade le 13 octobre 2012.
Des membres de la brigade sont déployés en Syrie entre 2015 et 2017, dans le cadre de l'intervention russe dans le pays.
La 14e brigade spetsnaz voit passer dans ses rangs au début des années 2000 Anatoli Tchepiga (qui y commence sa carrière), le principal suspect de l'empoisonnement de Sergueï et Ioulia Skripal au Royaume-Uni en 2018. Tchepiga est également lié aux explosions des entrepôts de munitions de Vrbětice en 2014 ainsi qu'à l'assassinat d'un commandant séparatiste tchétchène à Istanbul en 2015. Tchepiga reste au moins trois ans dans la 14e brigade spetsnaz et fait trois rotations en Tchétchénie, où il reçoit une vingtaine de médailles.

#### Guerre russo-ukrainienne

##### Guerre du Donbass

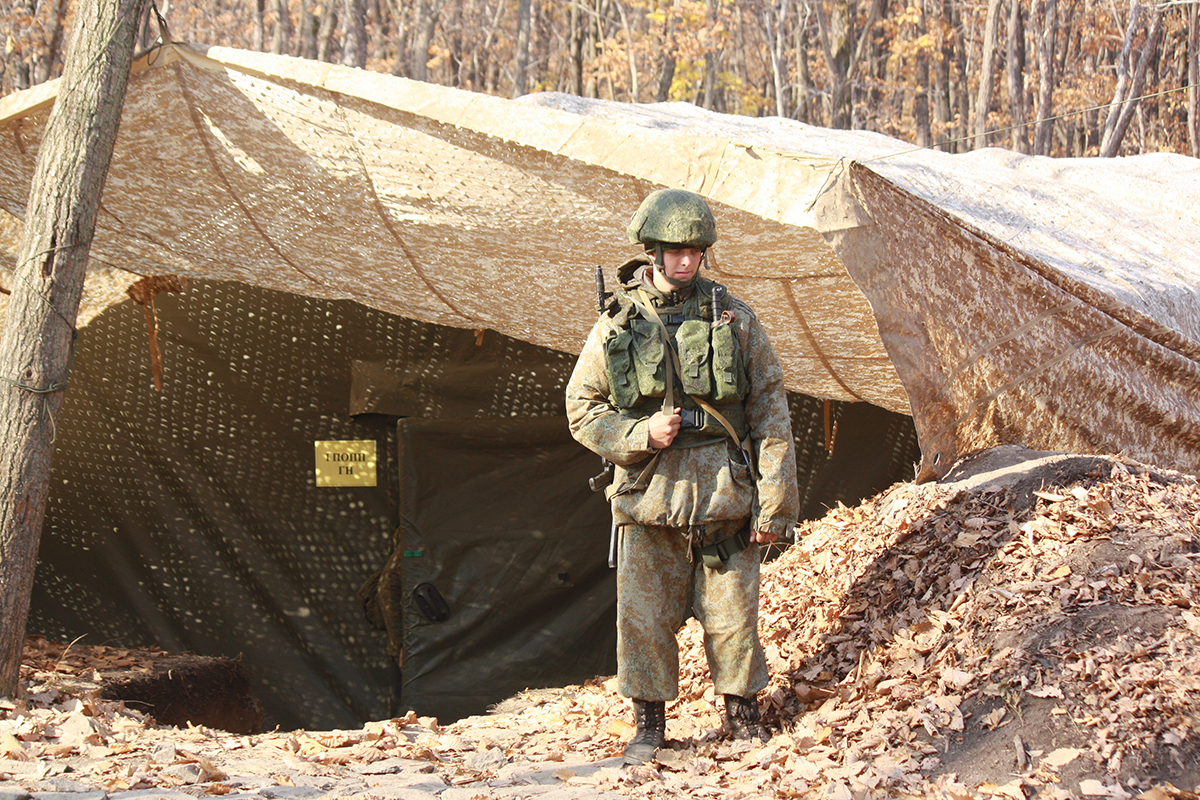
Soldat de la 14e brigade spetsnaz en 2017.

Des éléments de la 14e brigade spetsnaz sont déplacés en septembre 2014 vers la base aérienne de Millerovo, dans l'oblast de Rostov, à une trentaine de kilomètres de la frontière ukrainienne,. Les militaires déployés à Millerovo à cette période publient sur leurs réseaux sociaux des photos les montrant à côté d'un drapeau de la République populaire de Donetsk où vêtus d'anciens types d'uniformes russes plus couramment portés par les milices séparatistes pro-russes du Donbass. Au même moment, des hélicoptères militaires russes aux insignes et marquages effacés et pilotés par des militaires portant également de vieilles tenues de camouflage sont photographiés dans l'oblast de Rostov. Dans les deux cas, ces unités participent très probablement à la guerre du Donbass.

##### Invasion de l'Ukraine
La brigade est engagée dans l'invasion russe de l'Ukraine : peu de temps avant le lancement de l'invasion, elle est repérée en Biélorussie. Elle est déployée au combat dans les premiers mois de l'invasion, puisque le lieutenant-colonel Albert Abdilakhatovitch Karimov (occupant une fonction inconnue dans la hiérarchie de la 14e brigade spetsnaz) est tué au combat le 6 mai 2022. La brigade combat ensuite dans la bataille de Vouhledar en février 2023. Son commandant, le colonel Sergueï Iourievitch Poliakov, est tué le 2 février 2023 par une frappe d'artillerie de la 72e brigade mécanisée ukrainienne sur son quartier général. Plusieurs autres membres de son état-major sont tués en même temps.

## Structure

### Structure à la fin des années 1980
- État-major (Oussouriïsk)[15]
  - Détachement spécial de communication radio
  - Compagnie de déminage
  - Compagnie logistique
  - Peloton de commandement
- 282e détachement indépendant des forces spéciales (Matveïevka)
- 294e détachement indépendant des forces spéciales (Belogorsk)
- 308e détachement indépendant des forces spéciales (Oussouriïsk)
- 546e détachement indépendant des forces spéciales (Belogorsk)
- 742e détachement indépendant des forces spéciales (Matveïevka)

### Structure en 2010
- État-major (Oussouriïsk)[16]
  - Unité de formation
  - Détachement spécial de communication radio
  - Compagnie logistique
- 282e détachement indépendant des forces spéciales (Matveïevka)
- 308e détachement indépendant des forces spéciales (Oussouriïsk)
- 294e détachement indépendant des forces spéciales (Belogorsk)
- 78e compagnie indépendante de forces spéciales (Oussouriïsk)

### Structure lors de l'invasion de l'Ukraine
- 282e détachement de forces spéciales
- 294e détachement de forces spéciales
- 308e détachement de forces spéciales
- 78e compagnie de forces spéciales (probablement une compagnie de tireurs d'élite)
- Un détachement de communications radio
- Compagnie de logistique et de commandement

## Commandants
- Colonel Pavel Nikolaïevitch Rymine (1963-1970[3])
- Colonel Aleksandr Antonovitch Drozdov (1970-1973[3])
- Colonel Nikolaï Andreïevitch Demtchenko (1973-1975[3])
- Colonel Anatoli Mikhaïlovitch Baglaï (1975-1978[3])
- Colonel Viktor Fomitch Grichmanovski (1978-1980[3])
- Colonel Vitali Alekseïevitch Onatski (1980-1987[3])
- Colonel Iakov Aleksandrovitch Kourys  (1987-1992[3])
- Colonel Aleksandr Ivanovitch Likhidtchenko (1992-1997[3])
- Colonel Andreï Mikhaïlovitch Roumiankov (1997-1999[3])
- Colonel Sergueï Petrovitch Degtiarev (1999-2011[3])
- Colonel Arsalan Tchimitovitch Irintchinov (2011-2014[17])
- Colonel Aleksandr Iourievitch Sviatko (2014 - 2016[17])
- Colonel Vladimir Nikolaïevitch Bilantchouk (2016 — 2020[17])
- Colonel Sergueï Iourievitch Poliakov (2020 - 2023, tué au combat le 2 février 2023[18])

## Équipement
La 14e brigade spetsnaz de la Garde utilise plusieurs types de véhicules : VPK-59095C « Ural », Ural Typhoon et diverses versions du GAZ 2330 TIGR. Les militaires de la brigade disposent en plus de leur armement individuel de missiles antichars 9M133 Kornet, de munitions rôdeuses Zala Lancet, Koub-BLA ainsi que de drones Orlan-10.